# Åslöpare
Åslöpare (Amara praetermissa) är en skalbaggsart som först beskrevs av C.R. Sahlberg 1827.  Åslöpare ingår i släktet Amara, och familjen jordlöpare. Arten är reproducerande i Sverige.

## Bildgalleri

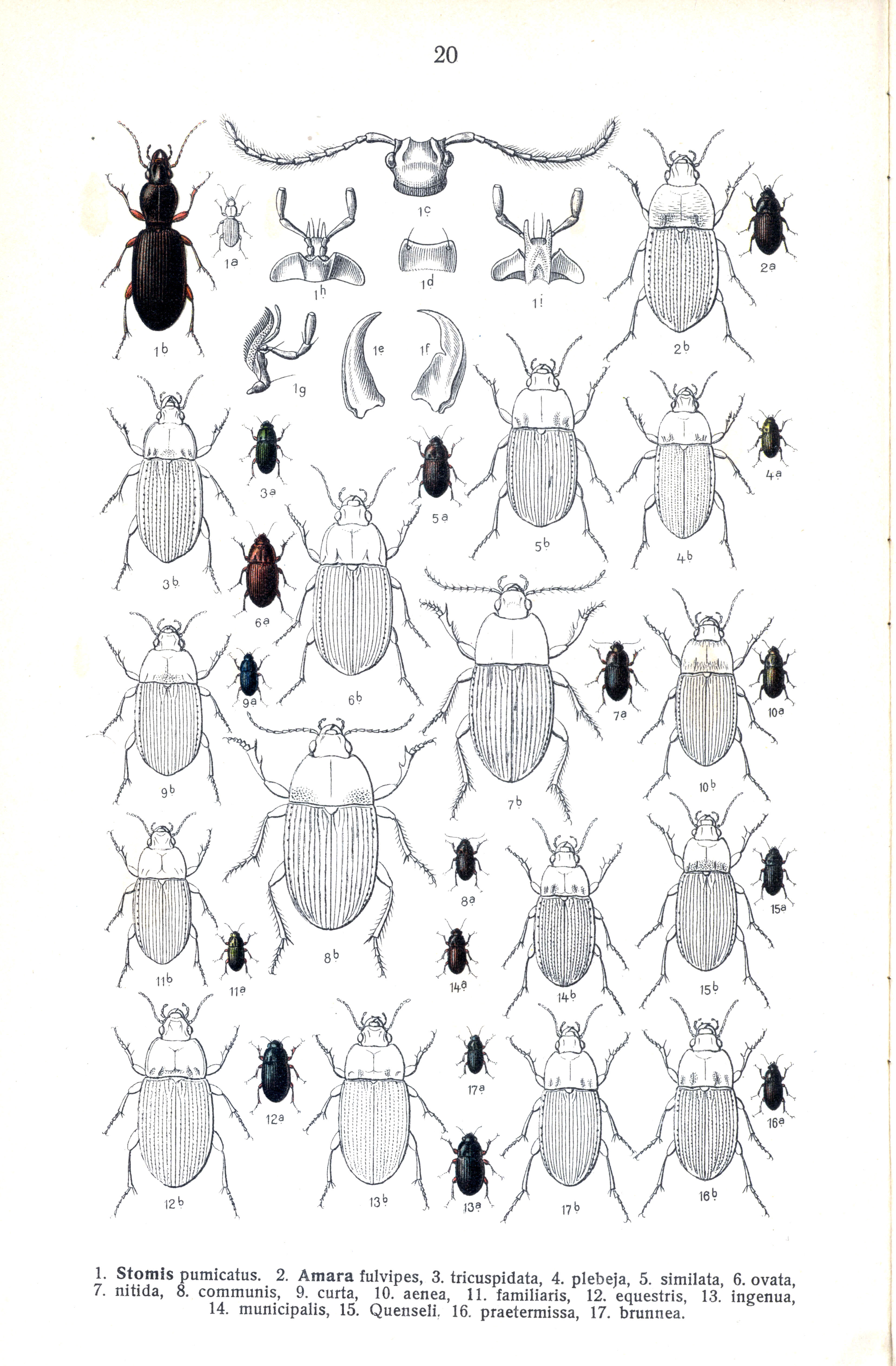
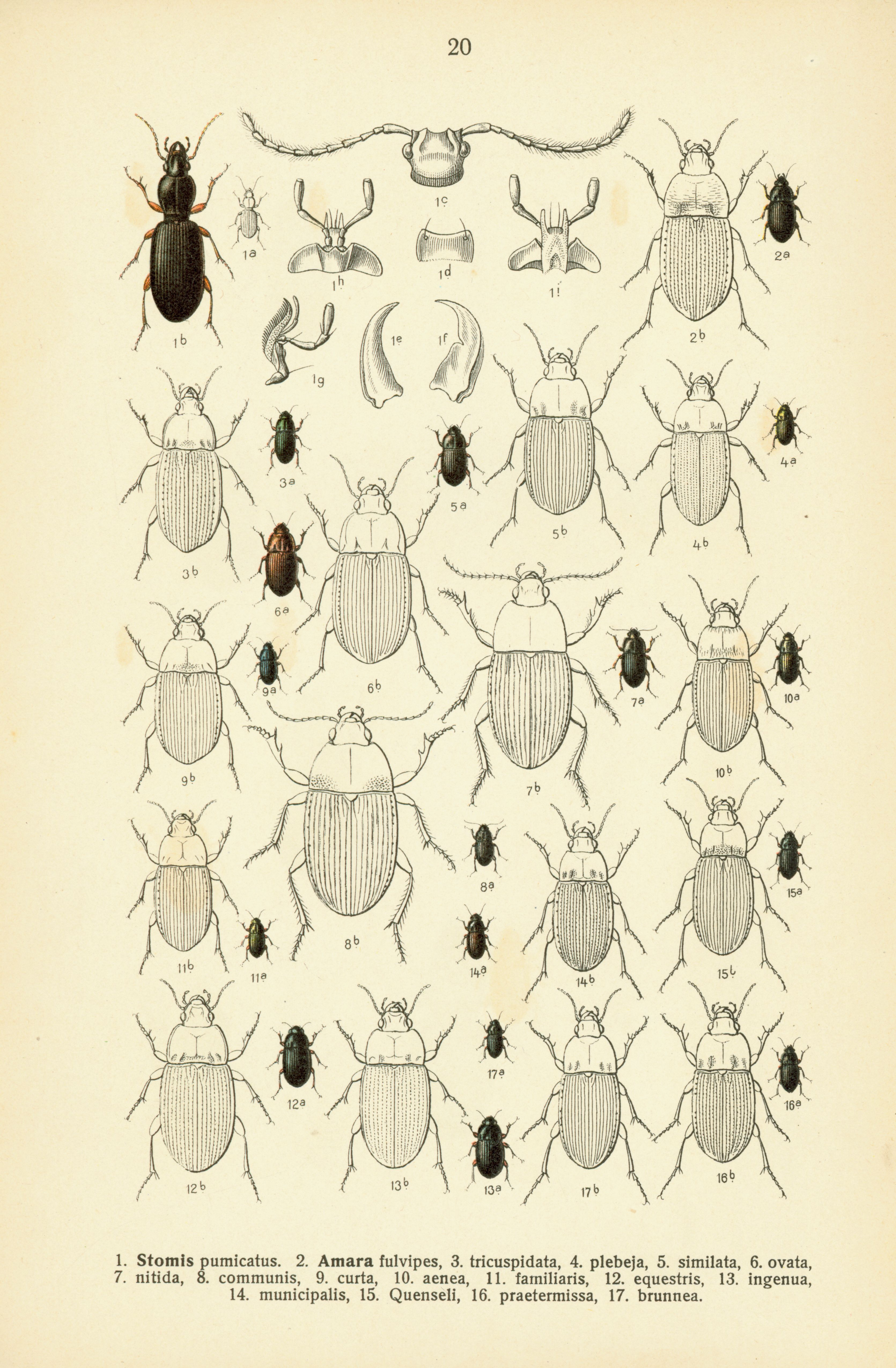